# Джерниган, Тамара Элизабет
Тамара Элизабет «Тэмми» Джерниган (англ. Tamara Elizabeth «Tammy» Jernigan; род. 7 мая 1959, Чаттануга) — американский учёный и бывший астронавт НАСА, она приняла участие в пяти космических полётах и провела около 1512 часов в космосе. На её счету также один выход в открытый космос.

## Биография
После окончания средней школы она поступила в 1981 году в Стэнфордский университет, где получила степень бакалавра (1981), а затем и магистра (1983) по физике. С 1981 по 1985 год она занималась астрофизическими исследованиями в Отделении теоретических исследований Исследовательского центра Эймса.
Также получила степени магистра наук по астрономии в Калифорнийском университете (1985) и доктора наук по космической физике и астрономии в Университете Райса (1988).
В 1999 году вышла замуж за астронавта НАСА Питера Уайсоффа. У неё есть сын, Джеффри Уайсофф.
Проживает в Плезантоне, штат Калифорния. Тамара Джерниган работает в Ливерморской национальной лаборатории им. Эрнеста Лоуренса. Увлечения: волейбол, ракетбол, теннис, софтбол, полёты.

## Карьера астронавта
Тамара Джерниган была зачислена в 11-й набор астронавтов НАСА в июне 1985 года в качестве специалиста полёта. По окончании курса общей космической подготовки в июле 1986 года получила квалификацию специалиста полёта и назначение в Отдел астронавтов НАСА.
Она стала одной из немногих женщин, совершивших пять космических полётов:
1. В июне 1991 года на шаттле Колумбия по программе STS-40 — эксперименты в космической лаборатории «Спейслэб». В своём первом и последующем полётах она участвовала в роли специалиста полёта.
2. В октябре-ноябре 1992 года на шаттле Колумбия по программе STS-52 — вывод на орбиту научного спутника LAGEOS II.
3. В марте 1995 года на шаттле Индевор по программе STS-67 — работы в космической обсерватории использования ASTRO-2.
4. В ноябре-декабре 1996 года на шаттле Колумбия по программе STS-80 — вывод на орбиту и возвращение на Землю научного спутника ORFEUS-SPAS II.
5. В мае-июне 1999 года на шаттле Дискавери по программе STS-96 — доставка материалов и оборудования на МКС.

Тамара Джерниган покинула отряд астронавтов и НАСА в сентябре 2001 года.

## После НАСА
По состоянию на февраль 2019 года: работает в Ливерморской национальной лаборатории им. Эрнеста Лоуренса в качестве заместителя главного помощника директора по оружию и комплексной интеграции (WCI).